# À mi-galaxie, tournez à gauche
À mi-galaxie, tournez à gauche (Halfway Across the Galaxy and Turn Left) est une série télévisée australienne en 28 épisodes de 24 minutes, créée par Robin Klein d'après son roman éponyme et diffusée entre juin et décembre 1994 sur Seven Network.
En France, la série a été diffusée sur France 2.

## Synopsis
Cette série met en scène les mésaventures d'une famille d'extraterrestres originaires de la planète Zyrgon, qui a trouvé refuge sur Terre.

## Distribution
- Lauren Hewett (VF : Chloé Berthier) : X
- Kellie Smythe : Jenny
- Che Broadbent : Colin
- Jeffrey Walker : Qwrk
- Bruce Myles (en) : Father
- Jan Friedl : Mother
- Silvia Seidel : Dovis
- Bruce Spence : The Chief
- Kerry Armstrong (en) : Officier Jady
- Paul Kelman : Lox
- Diane Cilento : Principa/Authoritax
- Sandy Gore (en) : Aunt Hecla
- David Argue : Yorp

## Épisodes
1. Nouveau départ (Don't Forget to Turn Left)
2. Exilés sur la Terre (Fugitives in Renmark Street)
3. Prochaine étape : l'école (Searching for Education)
4. Le Premier Jour de classe (First Day at School)
5. Le Mal du pays (Homesick)
6. Titre français inconnu (A Day at the Beach)
7. Une tante bien encombrante (A Visitor from Another Planet)
8. Un rhume qui tombe à pic (X Has the Flue)
9. Les Soupçons de Jenny (Mutiny)
10. Le Sacrifice (Turning Point)
11. Le Départ (There's No Place Like Home)
12. X change d’avis (X, the Unknown)
13. Le Cauchemar (Fun Knows No Danger)
14. Les Nouveaux Amis d'Owark (Rollerblading)
15. La Leçon de danse (Dancing Class)
16. L'Arbre à billets (The Money Tree)
17. La Maison hantée (The Kidnap)
18. L'Émission de télévision (The Material World)
19. Le Retour du chef (Welcome to the Human Race)
20. L'Audition (We're Earthpeople Now)
21. La Dénonciation (Illegals)
22. Le Double de Dovis (Growing Up)
23. La Fugue (Graffiti)
24. Le Début du cauchemar (The Past is Coming Back)
25. Jenny et Colin découvrent Zyrgon (The Outcome)
26. Les Descendants des rois de France (Starry Night)
27. Le Procès (Convicted)
28. Tout est bien qui finit bien (Conclusion)